# Кролики (Московская область)
Кро́лики — деревня в Богородском городском округе Московской области России, входит в состав городского поселения Электроугли.

## Население
| 2002 | 2006 | 2010 |
| ---- | ---- | ---- |
| 0    | ↗8   | ↘0   |

## География
Деревня Кролики расположена на востоке Московской области, в юго-западной части Богородского городского округа, примерно в 20 км к востоку от Московской кольцевой автодороги и 21 км к юго-западу от центра города Ногинска.
В 3 км южнее деревня проходят Носовихинское шоссе и пути Горьковского направления Московской железной дороги, в 2,5 км к востоку — Кудиновское шоссе Р109, в 6 км к северу — Горьковское шоссе М7. Ближайшие населённые пункты — деревня Черепково и посёлок 2-й Бисеровский участок.

## История
В 2006 году деревня Кролики, административно-подчинённая городу Старая Купавна, вошла в состав городского поселения Электроугли Ногинского муниципального района Московской области.